# Devnya (rivière)
Pour l’article homonyme, voir Devnya.
43° 13′ 00″ N, 27° 36′ 00″ E

La Devnya ou Dévnia (en bulgare Девня) est une rivière qui prend sa source dans l'est de la Bulgarie, à 2,55 km au nord-est de la ville de Dévnia.